# Muenster (Texas)
Muenster es una ciudad ubicada en el condado de Cooke en el estado estadounidense de Texas. En el Censo de 2010 tenía una población de 1.544 habitantes y una densidad poblacional de 233,05 personas por km².

## Geografía
Muenster se encuentra ubicada en las coordenadas 33°39′11″N 97°22′33″O / 33.65306, -97.37583. Según la Oficina del Censo de los Estados Unidos, Muenster tiene una superficie total de 6.63 km², de la cual 6.61 km² corresponden a tierra firme y (0.16%) 0.01 km² es agua.

## Demografía
Según el censo de 2010, había 1.544 personas residiendo en Muenster. La densidad de población era de 233,05 hab./km². De los 1.544 habitantes, Muenster estaba compuesto por el 97.67% blancos, el 0.13% eran afroamericanos, el 0.26% eran amerindios, el 0.58% eran asiáticos, el 0% eran isleños del Pacífico, el 0.65% eran de otras razas y el 0.71% pertenecían a dos o más razas. Del total de la población el 3.89% eran hispanos o latinos de cualquier raza.